# Ентоні Джошуа — Олександр Усик
Бій Ентоні Джошуа проти Олександра Усика (англ. Anthony Joshua vs. Oleksandr Usyk) — професійний боксерський поєдинок, який відбувся між чемпіоном WBA (Супер), IBF, WBO та IBO у важкій вазі Ентоні Джошуа та колишнім абсолютним чемпіоном у першій важкій вазі та обов'язковим претендентом WBO у важкій вазі українським боксером Олександром Усиком 25 вересня 2021 року в Лондоні на стадіоні футбольного клубу «Тоттенгем».
За рішенням суддів одностайно переміг Усик: 117—112, 116—112, 115—113.

## Передумови
2018 року після перемоги у світовому боксерському турнірі Super Series Олександр Усик став першим в історії абсолютним чемпіоном у першій важкій вазі, завоювавшим чотири титула за основними версіями. Після рішення про перехід до важкої ваги в 2019 році і після того, як Джошуа програв свої титули проти Енді Руїза-молодшого в червні того ж року, Усик успішно подав клопотання про претензії на чемпіонство WBO. Згідно з правилами WBO, «супер чемпіон» має право на обов'язковий статус претендента, якщо він переходить до іншої вагової категорії.
Джошуа повернув свої титули, перемігши Руїза в матчі-реванші в грудні 2019 року, що спонукало WBO зобов'язати британця впродовж найближчих 180 днів провести бій з обов'язковим претендентом Усиком. Наступного дня IBF також наказав Джошуа вийти в ринг зі своїм обов'язковим претендентом Кубратом Пулєвим. Після того, як Джошуа виконав свою обов'язкову програму IBF перемогою над Пулєвим у грудні 2020 року, WBO відмовилася від негайного проведення поєдинку між Джошуа та Усиком, поки тривали переговори між Джошуа і чемпіоном світу за версією WBC Тайсоном Ф'юрі про поєдинок за звання абсолютного чемпіона у важкій вазі. Тим часом команду Усика схиляли до переговорів з британцем Джозефом Джойсом, маючи намір визначити володаря «тимчасового» титулу WBO. Однак 17 травня, наступного дня після того, як Ф'юрі підтвердив дату поєдинку з Джошуа, пролунала новина про те, що Арбітражний суд наказав Ф'юрі виконати попередні контрактні зобов'язання і провести бій з Деонтеєм Вайлдером до вересня 2021 року. Наступного дня WBO дала 48 годин промоутеру Джошуа Едді Гірну, щоб той надав доказ контракту між Джошуа і Ф'юрі, а в разі його відсутності, WBO змусить Джошуа вступити в переговори з Усиком. Гірн попросив продовження терміну, у чому йому було відмовлено WBO. За роспорядженням організації Джошуа мав домовитись про бій з Усиком протягом 10 днів. Після закінчення зазначенного терміну право проведення поєдинку мало бути визначено на промоутерських торгах.
25 червня 2021 року Едді Гірн оголосив через Instagram, що поєдинок відбудеться 25 вересня. Згодом стало відомо, що вечір боксу пройде в Лондоні на стадіоні футбольного клубу «Тоттенгем».

## Суддівські записки
| Суддя          | Боксер         | Раунд | Раунд | Раунд | Раунд | Раунд | Раунд | Раунд | Раунд | Раунд | Раунд | Раунд | Раунд | Загалом |
| Суддя          | Боксер         | 1     | 2     | 3     | 4     | 5     | 6     | 7     | 8     | 9     | 10    | 11    | 12    | Загалом |
| -------------- | -------------- | ----- | ----- | ----- | ----- | ----- | ----- | ----- | ----- | ----- | ----- | ----- | ----- | ------- |
| Говард Фостер  | Ентоні Джошуа  | 10    | 10    | 9     | 9     | 10    | 10    | 9     | 10    | 9     | 9     | 9     | 9     | 113     |
| Говард Фостер  | Олександр Усик | 9     | 9     | 10    | 10    | 9     | 9     | 10    | 9     | 10    | 10    | 10    | 10    | 115     |
|                |                |       |       |       |       |       |       |       |       |       |       |       |       |         |
| Стів Вайсфельд | Ентоні Джошуа  | 9     | 10    | 9     | 9     | 10    | 10    | 9     | 10    | 9     | 9     | 9     | 9     | 112     |
| Стів Вайсфельд | Олександр Усик | 10    | 9     | 10    | 10    | 9     | 9     | 10    | 9     | 10    | 10    | 10    | 10    | 116     |
|                |                |       |       |       |       |       |       |       |       |       |       |       |       |         |
| Віктор Фесечко | Ентоні Джошуа  | 9     | 9     | 9     | 10    | 10    | 10    | 9     | 10    | 9     | 9     | 9     | 9     | 112     |
| Віктор Фесечко | Олександр Усик | 10    | 10    | 10    | 9     | 9     | 9     | 10    | 10    | 10    | 10    | 10    | 10    | 117     |

Одним із суддів був кропивничанин Фесечко Віктор Миколайович.
Двоє інших — британець Говард Фостер та американець Стів Вайсфельд.

## Хід поєдинку
Олександр Усик від самого початку домінував на рингу — був рухливішим та викидав більше ударів на відміну від чинного чемпіона. Кілька попереджувальних ударів Джошуа в початкових раундах не досягли мети: Усик або ловив їх рукавицею, або ухилявся. Весь бій пройшов за шаблоном: 34-річний українець змушував Джошуа помилятися. Вперше це відбулось у 3-му раунді — лівий крос Усика похитнув Джошуа. Останній зміг проявити себе у 5-му та 6-му раундах. Утім, Усик продовжував контролювати ситуацію. У 7-му раунді Усик оглушив Джошуа лівим хуком у підборіддя і змусив суперника захитатися. Після 8-го раунду один суддя віддав п'ять раундів Джошуа і три — Усику, у другого був рівний рахунок, третій суддя (Фесечко) віддав на один раунд більше Усику із рівністю у 8-му раунді. Український боксер й наділі домінував. Величезна перевага у вазі Джошуа зовсім не давалася взнаки через мобільність Усика. Джошуа вдалося ненадовго відкинути Усика на канати в 9-му раунді, але незабаром він був змушений повернувся до свого кута із закривавленим носом після удару в обличчя, якого він зазнав в останні секунди раунду.
У фінальному раунді саме претенденту майже вдалося завдати вирішального удару, після чого ошелешений Джошуа опинився на канатах. Судді одностайно віддали перемогу Усику: 117—112, 116—112, 115—113. Джошуа програв вдруге у своїй професійній кар'єрі.

## Статистика ударів
| Всього випущено ударів | Усик    | Джошуа  |
| ---------------------- | ------- | ------- |
| Випущено               | 529     | 641     |
| Попадань               | 148     | 123     |
| ККД                    | 27,98 % | 19,19 % |

| Попадання (загальна кількість) | Усик     | Джошуа   |
| ------------------------------ | -------- | -------- |
| Джеби                          | 52 (309) | 52 (427) |
| Силові удари                   | 96 (220) | 71 (214) |